# Кушинг, Фрэнк Гамильтон
Фрэнк Гамильтон Кушинг (англ. Frank Hamilton Cushing, 22 июля 1857, Эри, Пенсильвания — 10 апреля 1900, Вашингтон) — американский археолог, этнограф и защитник прав индейцев. Родился в Северо-Восточной Пенсильвании, позднее его семья переехала на запад штата Нью-Йорк. Ещё с детства заинтересовался индеанистикой и поиском индейских артефактов, самостоятельно научился изготавливать кремнёвые отщепы (наконечники стрел, рубила и др.). В возрасте 17 лет опубликовал свою первую научную работу. После того, как Кушинг краткое время (в возрасте 19 лет) проучился в Корнеллском университете, директор Смитсоновского института назначил его куратором этнологического департамента Национального музея в Вашингтоне (ныне не существует). Там на него обратил внимание Джон Уэсли Пауэлл из Бюро американской этнологии.

## Жизнь в племени зуни

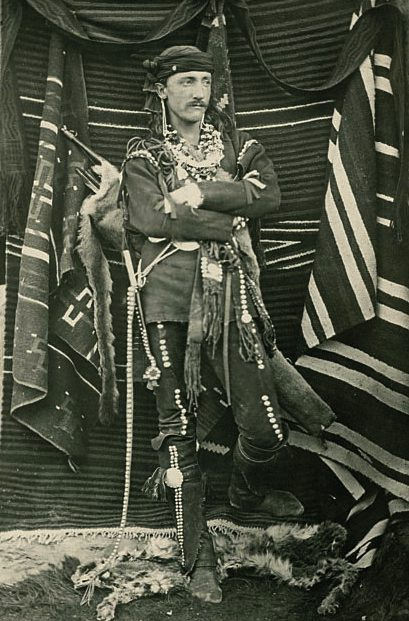
Гамильтон среди индейцев

Пауэлл пригласил Кушинга участвовать в антропологической экспедиции в Нью-Мексико. Группа добралась до поселения индейцев зуни, где Кушинг, освоив «аборигенный» образ жизни, прожил 5 лет, с 1879 по 1884 год. Первоначально зуни всерьёз задумывались о том, чтобы убить чужака, слишком много знавшего об их жизни, но со временем община приняла его, и Кушинг стал участвовать в её деятельности, а в 1881 г. был причислен к Жрецам Лука. В племени зуни он получил имя Tenatsali, «лечебный цветок». В 1882 он взял с собой нескольких представителей племени в путешествие по США, которое привлекло внимание средств массовой информации. Такой подход Кушинг называл «методом взаимности»: он изучал местную культуру, а потом знакомил местных жителей с американской культурой (Green 1990:166). В настоящее время для такого подхода используется термин «рефлексивная антропология». Во время путешествия по США он женился на Эмили Теннисон из Вашингтона, и вместе с женой и её сестрой вернулся в племя зуни.
В этот момент Кушинг оказался замешан в политическую интригу. В 1877 г. президент Хейз подписал закон, определяющий границы новой резервации зуни. При этом участок на территории зуни размером 3,2 км² под названием Долина Нутрии был из неё исключён. Три земельных спекулянта, среди которых был майор У. Ф. Такер, прибыли на земли зуни в конце 1882 г. и заявили претензии на участок, чтобы основать на нём ранчо для скота. Возмущённое племя зуни обратилось за помощью к Кушингу, и тот обратился с письмами в газеты городов Чикаго и Бостон в защиту индейцев. К несчастью для зуни и Кушинга, тестем майора Такера был сенатор от штата Иллинойс Джон А. Логан, влиятельный политик, который позднее даже стал кандидатом в вице-президенты на выборах в 1884 году. Несмотря на то, что президент Честер Артур переопределил границы племени зуни, чтобы исправить ошибку с Долиной Нутрии, проблему решить уже было невозможно. Репутация сенатора Логана была запятнана, и тот начал угрожать Бюро американской этнологии урезать финансирование, если Кушинг и дальше будет находиться среди зуни. Под давлением Бюро Кушинг вернулся в Вашингтон, и борьба за земли индейцев окончилась безуспешно (см. Trikoli 1972:325).
Кушинг на короткое время вернулся к зуни в 1886 г., однако в это время он уже испытывал проблемы со здоровьем. В качестве руководителя юго-западной археологической экспедиции его заменил Джесси Уолтер Фьюкс.

## Основные сочинения
- Jesse Green, Sharon Weiner Green and Frank Hamilton Cushing, Cushing at Zuni: The Correspondence and Journals of Frank Hamilton Cushing, 1879—1884, UNMPRESS University of New Mexico Press, 1990, hardcover ISBN 0-8263-1172-5
- Sylvester Baxter and Frank H. Cushing, My Adventurers in Zuni: Including Father of The Pueblos & An Aboriginal Pilgrimage, PMA Online Org Filter Press, LLC, 1999, paperback, 1999, 79 pages, ISBN 0-86541-045-3
- Frank H. Cushing, My Adventures in Zuni, Pamphlet, ISBN 1-121-39551-1
- Frank Hamilton Cushing and Barton Wright, The mythic world of the Zuni, University of New Mexico Press, 1992, hardcover, ISBN 0-8263-1036-2
- Frank H. Cushing, Outlines of Zuni Creation Myths, AMS Press; Reprint edition (June 1, 1996), Hardcover, ISBN 0-404-11834-8
- Frank H. Cushing, Zuni Coyote Tales, University of Arizona Press, 1998, paperback, 104 pages, ISBN 0-8165-1892-0
- Frank Hamilton Cushing, Zuni Fetishes, pamphlet, ISBN 1-199-17971-X and ISBN 1-122-26704-5
- Frank H. Cushing, designed by K. C. DenDooven, photographed by Bruce Hucko, Annotations by Mark Bahti, Zuni Fetishes, KC Publications, 1999, paperback, 48 pages, ISBN 0-88714-144-7
- Frank Hamilton Cushing, Zuni Fetishes Facsimile, pamphlet, ISBN 1-125-28500-1
- Frank Hamilton Cushing, Zuni Folk Tales, hardcover, ISBN 1-125-91410-6 (expensive if you search by ISBN, try ABE for older used copies without ISBN)
- Frank Hamilton Cushing, Zuni Folk Tales, University of Arizona Press, 1999, trade paperback, ISBN 0-8165-0986-7 (reasonably priced)
- Frank H. Cushing, edited by Jesse Green, foreword by Fred Eggan, Introduction by Jesse Green, Zuni: Selected Writings of Frank Hamilton Cushing University of Nebraska Press, 1978, hardcover, 440 pages, ISBN 0-8032-2100-2; trade paperback, 1979, 449 pages, ISBN 0-8032-7007-0
- Frank Hamilton Cushing. Zuni Breadstuff (Indian Notes and Monographs V.8), AMS Press, 1975, 673 pages, ISBN 0-404-11835-6